# Старі Маклауші
Старі Маклауші (рос. Старые Маклауши) — село в Майнському районі Ульяновської області Російської Федерації.
Населення становить 492 особи. Входить до складу муніципального утворення Старомаклаушинське сільське поселення.

## Історія
Від 2004 року входить до складу муніципального утворення Старомаклаушинське сільське поселення.

## Населення
| 2010 |
| ---- |
| 492  |